# Реал Хаен
«Реал Хаен» (ісп. Real Jaén) — іспанський футбольний клуб з міста Хаен, заснований 1922 року. Домашні матчі проводив на арені «Нуева Ла Вікторія», що вміщає 12,800 глядачів.

## Історія
Клуб було засновано 1922 року під назвою «Хаен» (ісп. Jaén FC), а у 1929 році його було перейменовано в «Хіенненсес» (ісп. Sociedad Olímpica Jiennense). З 1943 року клуб грав у Терсері, на той момент третьому дивізіоні країни.
У вересні 1947 року клуб знову змінив свою назву, на цей раз на нинішню — «Реал Хаен» (ісп. Real Jaén Club de Fútbol). У 1953—1954 і 1956—1958 роках клуб провів три сезони в вищому дивізіоні Іспанії, найкращим результатом стали 14-ті місця в сезонах 1953/54 і 1956/57. Вилетівши 1958 року з елітного дивізіону клуб надалі грав виключно в нижчих іспанських лігах.

## Досягнення
Сегунда 
- Переможець (2): 1952/53, 1955/56

Сегунда Б
- Переможець (2): 1995/96, 2012/13

Терсера
- Переможець (6): 1951/52, 1964/65, 1966/67, 1975/76, 1987/88, 2018/19

## Відомі гравці
- Хосе Басуальдо
- Клаудіо Гарсія
- Маноло Хіменес
- Адель Селлімі